# Sakit
Sakit è una suddivisione dell'India, classificata come nagar panchayat, di 6.934 abitanti, situata nel distretto di Etah, nello stato federato dell'Uttar Pradesh.